# Greenville (New Hampshire)
Greenville – miasto w Stanach Zjednoczonych, w stanie New Hampshire, w hrabstwie Hillsborough. W 2010 zamieszkiwało w nim ponad 2000 osób.